# Viâpres-le-Grand
 Viâpres-le-Grand  era una comuna francesa que estaba situada en el departamento de Aube, de la región de Gran Este, que en 1972 pasó a formar parte de la comuna de Plancy-l'Abbaye, por fusión simple.

## Demografía
| Gráfica de evolución demográfica de Viâpres-le-Grand entre 1793 y 1968 |
|                                                                        |
| Datos según el nomenclátor publicado por la EHESS/Cassini.             |